# Альоша Кафеджийски
Альоша Кафеджийски е български скулптор и художник.

## Биография
Роден е на 7 юли 1937 г. Завършил е скулптура в класа на проф. Любомир Далчев в ВИИИ „Николай Павлович“ през 1964 г. Живее и работи във Варна със съпругата си - художничката Кина Петрова. Автор на много произведения на монументалната скулптура във Варна и страната. Почетен гражданин на Варна.

## Творчество
Работи в областта на фигуративната скулптура. Предпочитани от него материали са бронз, камък, дърво, заварен метал, различни комбинации (на бронз с оцветено дърво), керамика и други.
Негови скулптури са разположени на ключови места във Варна: „Икар“ пред Община Варна, „Семейство“ пред Обредния дом, „Майстор Манол и фигура“ пред Художествената галерия, „Прегръдка“ на бул. „Васил Левски“.
Правил е самостоятелни изложби в София, Пловдив, Варна, Ловеч, Русе, а също и в Русия, Италия, Германия и Холандия. Като част от общи експозиции скулптурите му са показвани в Париж, Барселона, Лисабон, Турку (Финландия), Делемон (Швейцария) и Одеса. Негови творби се намират в галерии в почти всички големи градове в страната, както и в музея „Пушкин“ в Москва и в Прага.